# Bitwa pod Żyrzynem
Bitwa pod Żyrzynem – zwycięska dla powstańców polskich bitwa stoczona 8 sierpnia 1863 roku, w trakcie powstania styczniowego.

## Kontekst
Kilka oddziałów powstańczych pod dowództwem Michała Heidenreich-Kruka na początku sierpnia 1863 roku podjęło marsz z Lubelszczyzny na północ w kierunku Podlasia, chcąc w ten sposób oderwać się od ścigających go wojsk carskich i ożywić powstanie w tamtych terenach.
Przechodząc przez szosę warszawsko-lubelską, patrol powstańczy przejął depeszę, z której wynikało, że przez stację pocztową w Żyrzynie przechodził będzie konwój wojskowy wiozący 201 tys. rubli. Gen. Kruk natychmiast podjął decyzję o zorganizowaniu zasadzki. Jej plan był prosty: konwój miano atakować od czoła i po bokach, tyły miał zablokować jeden z powstańczych oddziałów.

## Bitwa
Rankiem 8 sierpnia 1863 roku, liczący około 500 żołnierzy i 2 działa konwój pod dowództwem porucznika Laudańskiego został zaatakowany przez dużo liczniejszy (ale słabiej uzbrojony) oddział powstańców (ok. 3000, w tym 1400 strzelców). Pierwsze uderzenie wywołało ogromny chaos. Rosjanie uporządkowali szeregi i z wielką determinacją przystąpili do obrony wozów pocztowych. Po trzech godzinach walki ustąpili jednak z placu boju. Wycofać udało się tylko Laudańskiemu wraz z 87 ludźmi.
Straty Rosjan wyniosły (według raportu Kruka) 181 zabitych i 282 wziętych do niewoli (w tym 132 rannych). Polacy ponieśli wielokrotnie mniejsze straty: 10 zabitych i 50 rannych. Zmarłych chowano na polu bitwy, przy szosie. Ich masowy grób upamiętniał w tamtym miejscu drewniany krzyż. W 1888 roku, z inicjatywy władz rosyjskich w jego miejsce został ustawiony stały pomnik z napisem: "Mężczyźni, którzy zginęli dla króla i kraju, w bitwie żyrzyńskiej 1863".  W niepodległej Polsce, pomnik został rozebrany. Po bitwie część rosyjskich żołnierzy przeszła na stronę powstańców (potwierdzają to rosyjsko brzmiące nazwiska powstańców wziętych później do niewoli pod Fajsławicami), resztę puszczono wolno po złożeniu przysięgi iż nie będą więcej walczyć przeciwko Polakom.
Zdobyto ok. 400 karabinów i przejęto 140 tys. rubli (reszta przepadła). Pieniądze te Kruk przeznaczył na wzmocnienie organizacyjne oddziałów operujących w województwie lubelskim i podlaskim.

## Rozgłos
Wiadomość o sukcesie żyrzyńskim rozeszła się nie tylko po całym Królestwie Polskim, ale także po Europie. Zachodnia opinia publiczna zaczęła domagać się od swych rządów udzielenia wsparcia walczącym Polakom. Natomiast w Petersburgu zadecydowano o odwołaniu namiestnika Królestwa Polskiego Wielkiego Księcia Konstantego z Warszawy i desygnowaniu na jego miejsce feldmarszałka hr. Fiodora Berga. Zmiana ta spowodowała wzmożenie represji w stosunku do ludności polskiej i ostatecznie likwidację Królestwa Polskiego.
Bitwie oraz zdarzeniom ją poprzedzającym poświęcone jest opowiadanie Jarosława Iwaszkiewicza zatytułowane Haydenreich, napisane w maju 1963, które autor zadedykował pamięci swego ojca i stryja, Bolesława i Zygmunta Iwaszkiewiczów, uczestników powstania styczniowego.
We wsi Łukawka znajduje się mogiła i pomnik wzniesiony w 2007 roku siedmiu powstańców styczniowych, najprawdopodobniej uczestników bitwy pod Żyrzynem.
Walki pod Żyrzynem zostały upamiętnione po 1990 na jednej z tablic na Grobie Nieznanego Żołnierza w Warszawie napisem ŻYRZYN 8 VIII 1863.

## Prace archeologiczne
W maju 2017 roku robotnicy pracujący przy budowie drogi ekspresowej S-17 Lublin – Warszawa podczas przenoszenia pomnika upamiętniającego bitwę kolidującego z nowym przebiegiem ekspresówki, natknęli się na miejsca pochówku.
Odnalezienie ludzkich szczątek dało asumpt do przeprowadzenia prac archeologicznych w tym miejscu, podczas których odkryto w miejscu ustawienia nowego pomnika upamiętniającego bitwę miejsce pochówku żołnierzy rosyjskich w niej poległych. Łącznie odkryto 78 szkieletów ludzkich w jednej zbiorowej mogile, najprawdopodobniej szeregowców i dwa osobne pochówki oficerów w dwóch oddzielnych mogiłach.